# Jokkmokk
För andra betydelser, se Jokkmokk (olika betydelser).

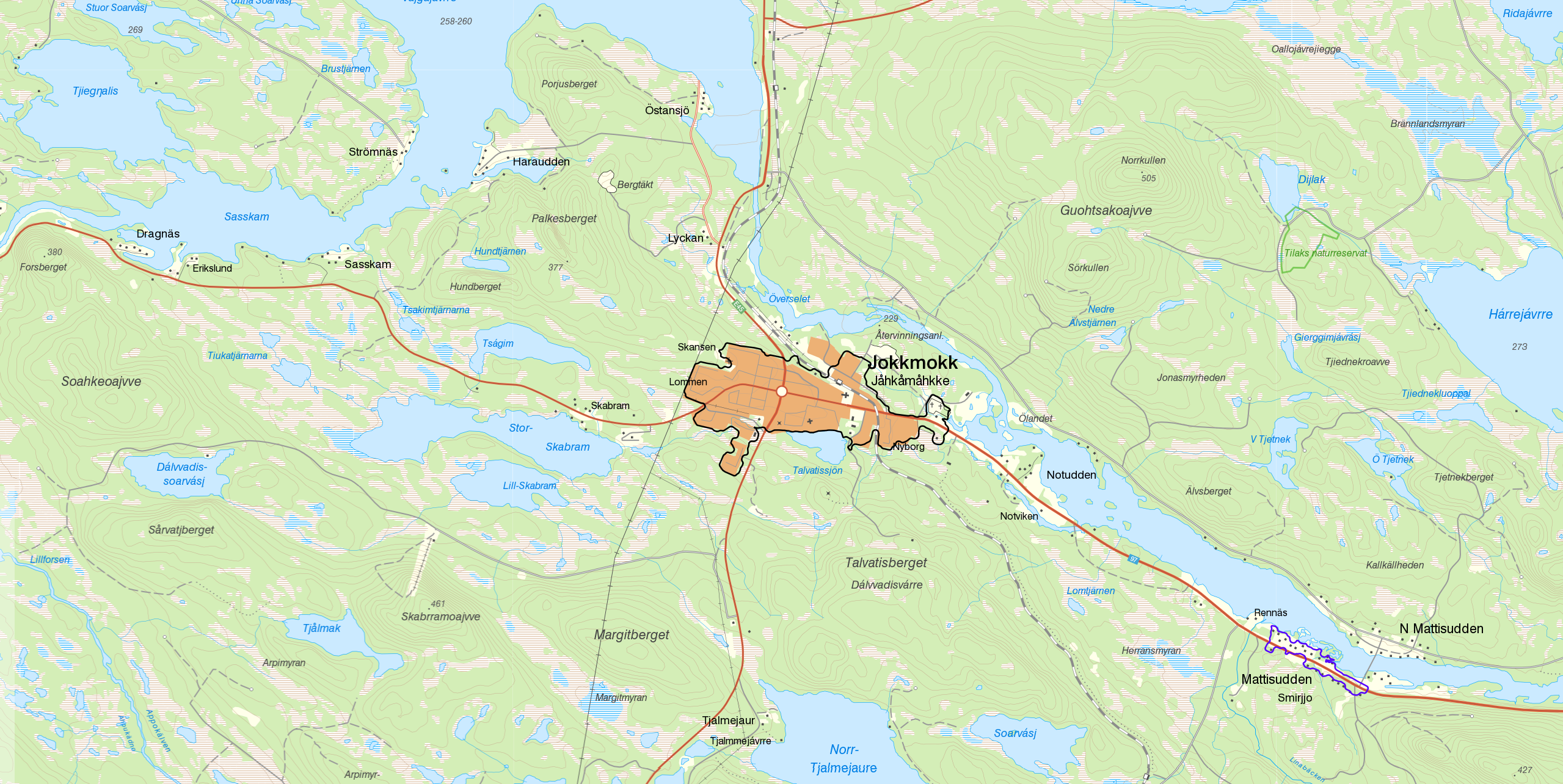
Den av Statistiska centralbyrån avgränsade tätorten Jokkmokk samt småorten Mattisudden med gränserna från tätorts- och småortsavgränsningarna 2015.

Jokkmokk (lulesamiska Jåhkåmåhkke eller Dálvvadis, nordsamiska Johkamohkki, finska Jokimukka) är en tätort i Lappland och centralort i Jokkmokks kommun i Norrbottens län, belägen strax norr om norra polcirkeln.
Jokkmokk är känt för Jokkmokks marknad, som firade 400-årsjubileum i februari 2005, samt för sin roll som en central samisk samlingsplats. På orten finns bland andra Ájtte, Svenskt fjäll- och samemuseum, Samernas utbildningscentrum samt ett flertal konst- och hantverksbutiker.

## Ortnamnet Jokkmokk
Jokkmokk är ett namn som förekommer i skattelängder från 1500-talet som benämningen på en fiskal enhet under namnet Jochmochs by i Lule Lappmark. Det återfinns även på Andreas Bureus karta över Nordkalotten från 1611, då i formen Jokomuka. Ortnamnet anses beteckna den plats där samerna vistades vintertid. Hit kom också de birkarlar som drev handel med samerna. Jochmochs by var en av fyra byar som fanns inom nuvarande Jokkmokks kommun. De övriga var Sirctes Luochte by, Torpen Jaur by och Sjochsjoch by. Dessa vinterboplatsers exakta belägenhet är ej kända, men man tror att de som tillhörde Jochmochs by kan ha haft sin vinterboplats i närheten av nuvarande Jokkmokk. Jochmochs by var myndigheternas namn men man tror att samerna själva sa Dálvvadis som betyder vinterboplats. Ortsnamnet Dálvvadis används idag i nordsamiskan. Under 1800-talet övergick dessa fiskala enheter till att bli administrativa enheter där myndigheterna reglerade markfrågor och förhållandet mellan nybyggare och samer. Det var också då myndigheterna började använda benämningen lappby. På detta sätt särskildes de från de byar som tillkommit genom den växande jordbruksbebyggelsen.
Jåhkåmåhkke har vanligen ansetts betyda bäckkrök på svenska. Olavi Korhonen har emellertid påpekat att det inte finns någon sådan krök i närheten av Jokkmokk. Han menar att namnet i stället skulle kunna ha att göra med en mårka, det vill säga en landpassage mellan två vattenleder. Det skulle då röra sig om passagen från Kyrkogårdsviken i Lilla Luleälven till sjön Stor-Skabram, varifrån man kunde ta sig över en ny landpassage till sjön Saskam och vidare mot fjällvärlden.

## Historia
Hertig Karl, senare Karl IX, beslutade år 1602 att fasta marknadsplatser skulle etableras i Lappmarkerna. I Lule lappmark valde man Jokkmokk, eller Dálvvadis som betyder vinterviste på samiska. Där byggdes en enkel prästgård, en tullbod och marknadsbodar. Syftet med att inrätta marknadsplatser var att stärka statens position i norr, att driva in skatt, att sprida Guds ord och att hålla ting. Befolkningen i norr skulle knytas närmare den styrande makten. Samer och birkarlar skulle kontrolleras. Birkarlarna var handelsmän från kusten som mot en ersättning till staten hade monopol på handel och skatteuppbörd i lappmarkerna. Dessa ersattes av statliga lappfogdar.
År 1605 hölls Jokkmokks marknad för första gången. Byn var dock i högsta grad en temporär samlingsplats där det bedrevs handel och hölls ting under några dagar. Under dessa dagar skulle samerna också bevista kyrkan.
Under andra tider än vintermarknaden fanns här i stort sett ingen permanent befolkning och det skulle dröja innan en präst bosatte sig här, de kom resandes upp från kusten för att uträtta sina ärenden under marknadstiden. Under 1700-talet fanns en kaplan bofast i Jokkmokk, närmsta präst fanns i Kvikkjokk. Från år 1732 fanns också en skolmästare i byn då en statlig skola för samebarn instiftades. År 1732 passerade Carl von Linné Jokkmokk på sin lappländska resa, han var dock föga imponerad av vare sig kaplan eller skolmästare och skrev "Jag förstod ock väl varför dessa bussar vore kastade avsides från folk".
Under 1700-talet skedde en befolkningsökning i socknen både bland nomadiserande samer och bofasta, den gamla kyrkan blev därmed för liten och en ny kyrka invigdes år 1753. Den kom att finnas kvar fram till 1972 då den brann ner helt och därefter byggdes upp igen. Den är idag känd som Jokkmokks gamla kyrka. Under 1800-talet fortsätter befolkningsökningen genom att det togs upp fler nybyggen och att det rådde högkonjunktur inom skogsindustrin. En ny kyrka, byggdes 1888-1889 och invigdes i september 1889.
I slutet av 1800-talet utvecklades Jokkmokk mer och mer till att bli socknens administrativa centrum. Bebyggelsen ändrades från ett samhälle av tämligen oregelbunden karaktär till ett samhälle med kvarter och raka gator, också den nya kyrkan kom att förläggas efter denna stadsplanering. I början av 1900-talet förändrades Jokkmokk ytterligare, invånarantalet i själva samhället ökade till 1000 personer och kommunikationerna med omvärlden förbättrades. Jokkmokks järnvägsstation öppnades 1927 och hela Inlandsbanan invigdes i Kåbdalis i augusti 1937.

### Administrativa tillhörigheter
Jokkmokk har varit kyrkby i Jokkmokks socken sedan den bildades år 1607. Innan dess tillhörde Jokkmokk Luleå socken. Jokkmokks socken bildade genom 1862 års kommunalförordningar ikraftträdande 1 januari 1874 Jokkmokks landskommun, som Jokkmokk var centralort i. 1 januari 1971 ombildades landskommunen till Jokkmokks kommun, som orten sedan dess har tillhört.

### Befolkningsutveckling
| Befolkningsutvecklingen i Jokkmokk 1930–2020 | Befolkningsutvecklingen i Jokkmokk 1930–2020 | Befolkningsutvecklingen i Jokkmokk 1930–2020 | Befolkningsutvecklingen i Jokkmokk 1930–2020 | Befolkningsutvecklingen i Jokkmokk 1930–2020 |
| --- | -------------------------------------------- | -------------------------------------------- | -------------------------------------------- | -------------------------------------------- |
| |                                              |                                              |                                              |                                              |
| År |                                              |                                              | Folkmängd                                    | Areal (ha)                                   |
| 1930 | 1930                                         |                                              | 529                                          | ##                                           |
| 1935 | 1935                                         |                                              | 1 380                                        | ##                                           |
| 1940 | 1940                                         |                                              | 1 210                                        | ##                                           |
| 1945 | 1945                                         |                                              | 1 437                                        | ##                                           |
| 1950 | 1950                                         |                                              | 1 750                                        | ##                                           |
| 1960 | 1960                                         |                                              | 2 507                                        | 202                                          |
| 1965 | 1965                                         |                                              | 2 946                                        | 232                                          |
| 1970 | 1970                                         |                                              | 2 966                                        | 210                                          |
| 1975 | 1975                                         |                                              | 3 186                                        | 250                                          |
| 1980 | 1980                                         |                                              | 3 256                                        | 315                                          |
| 1990 | 1990                                         |                                              | 3 393                                        | 341                                          |
| 1995 | 1995                                         |                                              | 3 365                                        | 345                                          |
| 2000 | 2000                                         |                                              | 3 201                                        | 345                                          |
| 2005 | 2005                                         |                                              | 2 976                                        | 355                                          |
| 2010 | 2010                                         |                                              | 2 786                                        | 359                                          |
| 2015 | 2015                                         |                                              | 2 794                                        | 276                                          |
| 2016 | 2016                                         |                                              | 2 826                                        | 276##                                        |
| 2017 | 2017                                         |                                              | 2 870                                        | 276##                                        |
| 2018 | 2018                                         |                                              | 2 798                                        | 275                                          |
| 2020 | 2020                                         |                                              | 2 766                                        | 304                                          |
| Anm.: ## Som tätort/befolkningsagglomeration 1920–1950. ## Arean 31 december 2016, 2017 och 2018 fortsatt samma som avgränsades som tätort 2015. |                                              |                                              |                                              |                                              |

I samband med tätortsavgränsningen 1975 avgränsades tätorten på den nya ekonomiska kartan.

## Kommunikationer

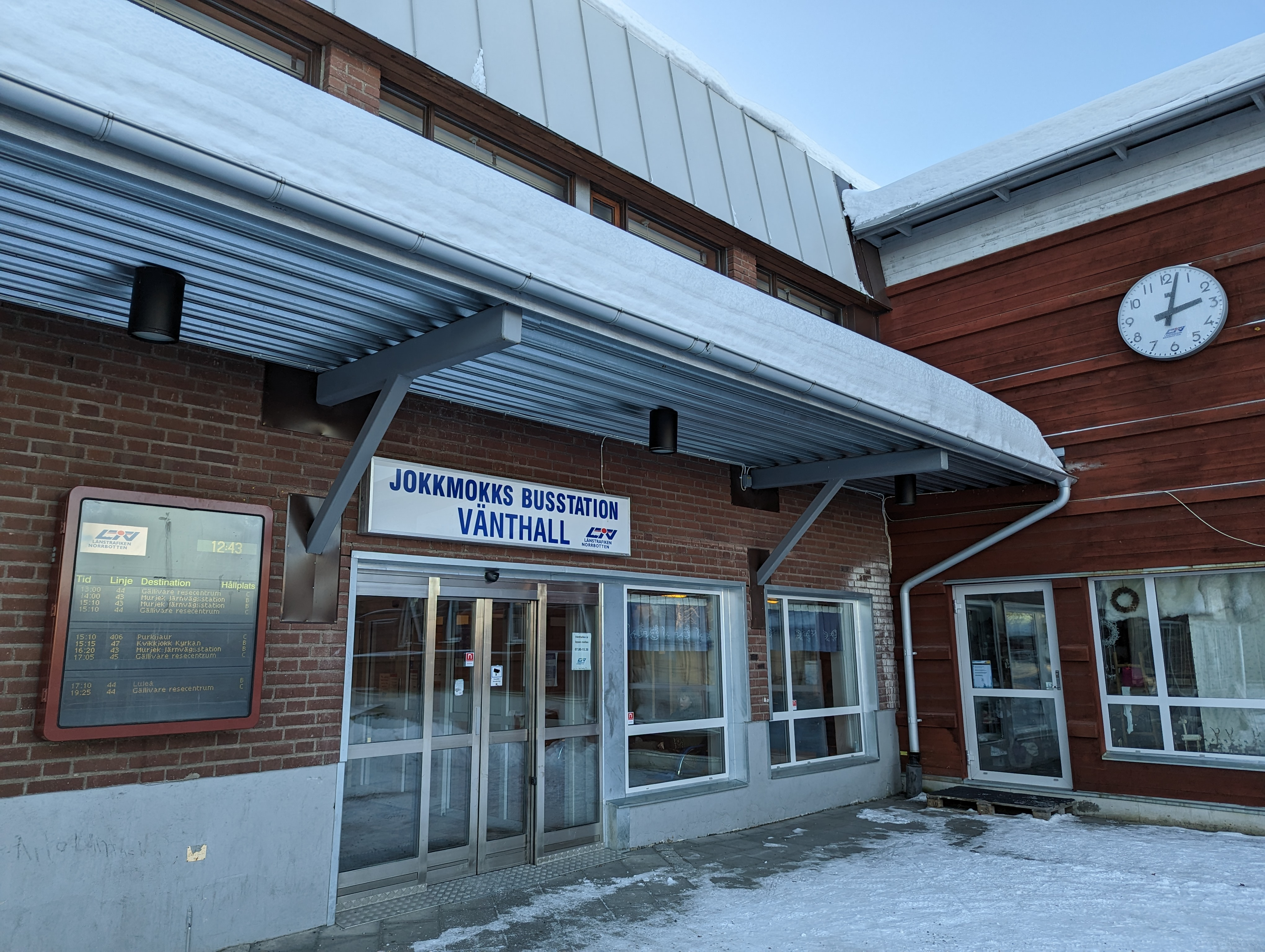
Jokkmokk busstation.

Jokkmokk ligger vid Lilla Luleälven och delas i två delar av E45 och Inlandsbanan. Riksväg 97 går mellan Jokkmokk och orterna Boden och Luleå.
Jokkmokk har bussförbindelse med orterna Kiruna, Gällivare, Piteå, Älvsbyn, Arvidsjaur, Boden och Luleå samt bussar till andra orter i Jokkmokks kommun såsom Porjus, Murjek, Vuollerim och Kåbdalis.

## Kultur

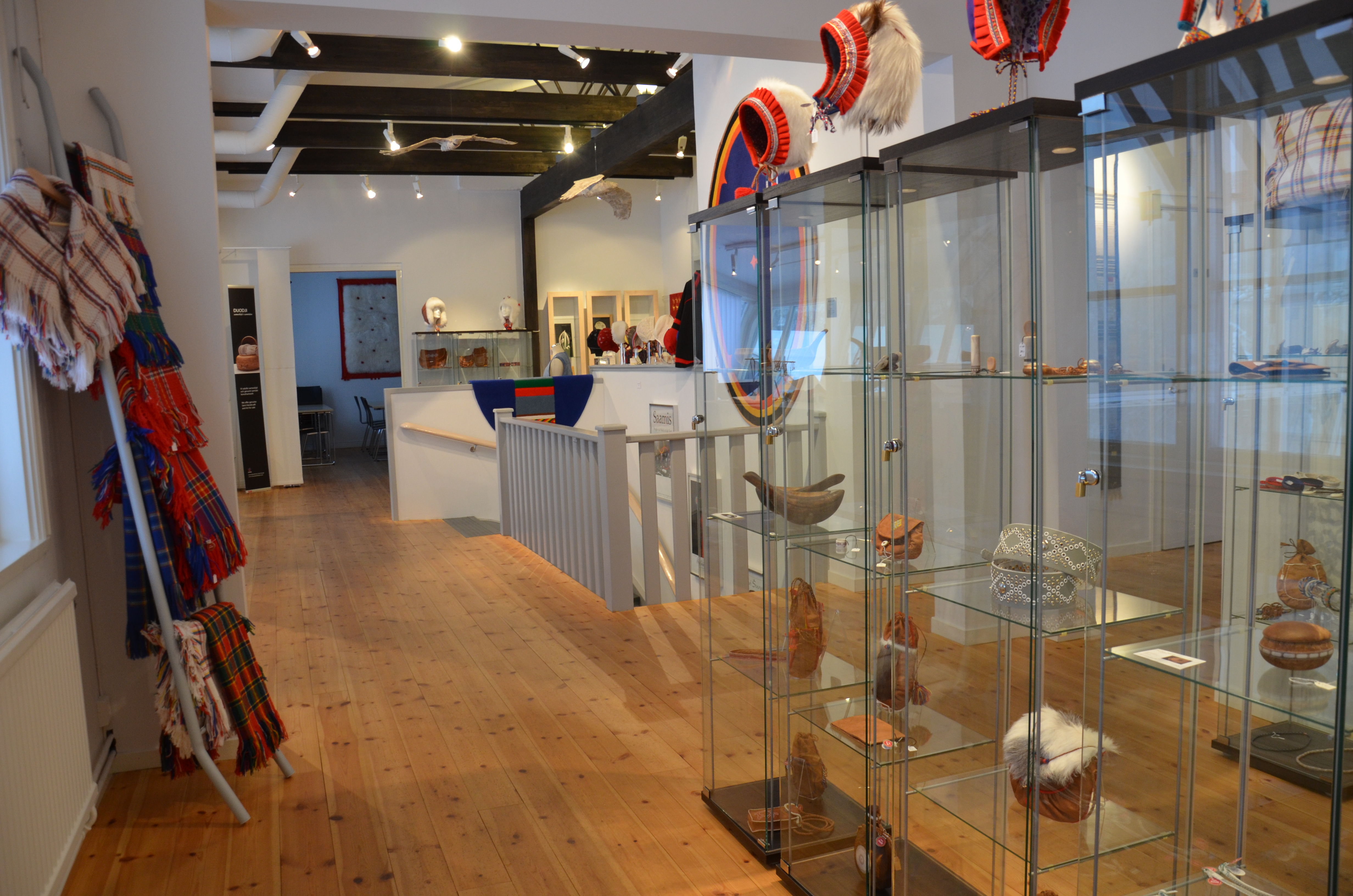
Sameslöjdstiftelsen Sámi Duodji.

Jokkmokk är en viktig ort för samer i Sverige. På orten finns Ájtte, Svenskt fjäll- och samemuseum, Samernas utbildningscentrum, Sameslöjdstiftelsen Sámi Duodji samt ett kontor tillhörande Sametinget.
Storknabben två kilometer sydost om Jokkmokk har en utsiktsplats.

### Jokkmokks marknad

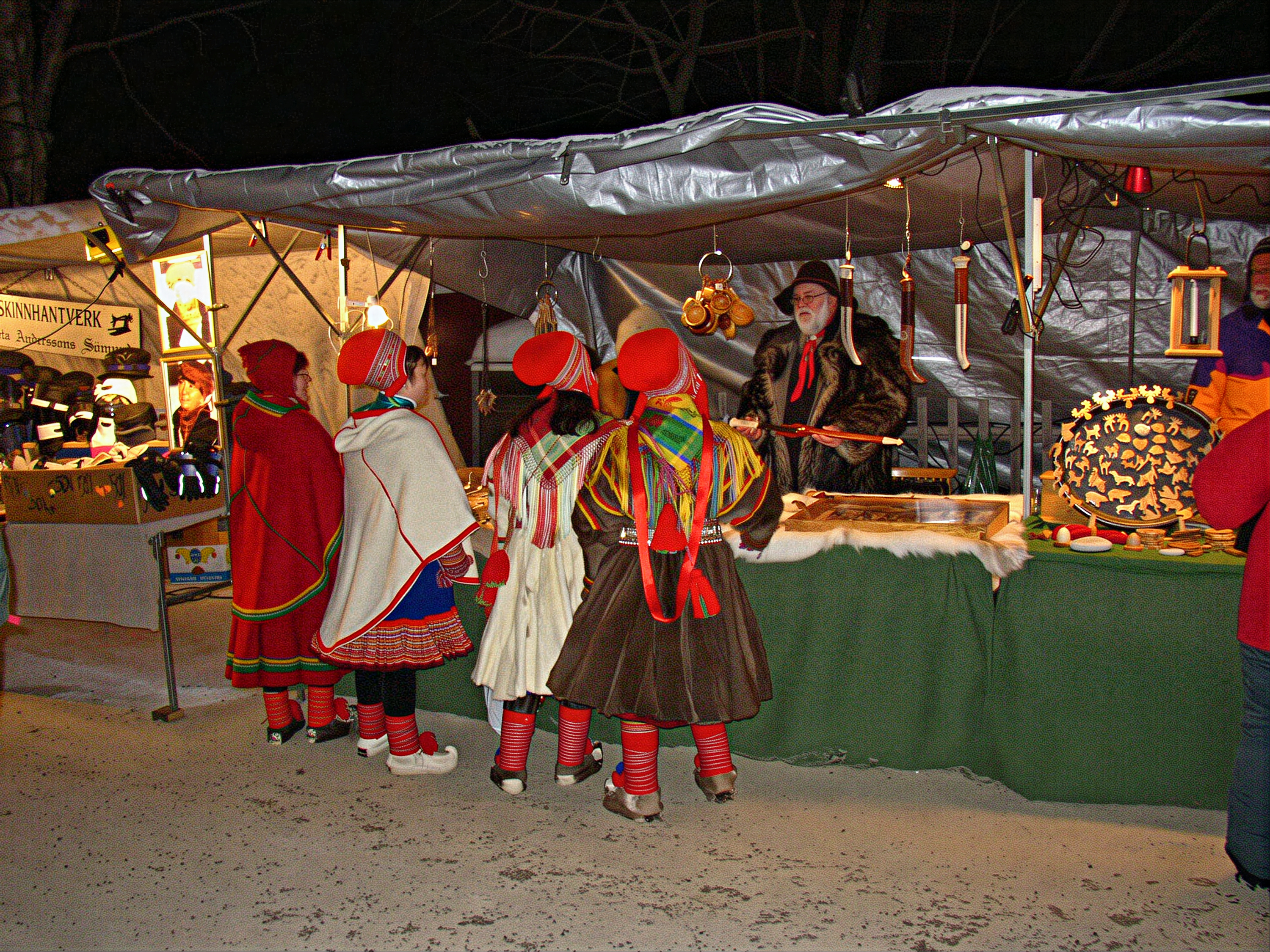
Jokkmokks marknad.

Sedan 1605 hålls i februari varje år en vintermarknad i Jokkmokk.

### Sport
Jokkmokks Skidklubb (Jokkmokks SK) bildad 1893 bedriver verksamhet i skidåkning, badminton, orientering, innebandy samt fotboll. Sedan 2016 arrangerar Jokkmokks SK Nordenskiöldsloppet.  Loppet har en banlängd på 220 km vilket gör tävlingen till världens längsta skidlopp. Loppet åks i klassisk stil.

## Utbildning
I Jokkmokk finns en gymnasieskola (Lapplands  Gymnasium Jokkmokk) samt tre grundskolor: Västra skolan (förskoleklass till och med årskurs 3), Sameskolan (förskoleklass till och med årskurs 6) samt Östra skolan (årskurs 4 till och med 9). Jokkmokk har även tre kommunala förskolor: Katten, Fjällbacken och Giella.

## Klimat
Med sin inlandsplacering är Jokkmokk ovanligt kallt i Sverige med sitt subarktiska klimat (Dfc enligt Köppens klimatklassifikation). Somrarna är normalt sett milda med midnattssol, ibland varma med temperaturer på 25-30 grader. Vintrarna är oftast kalla och mörka, ibland extremt kalla. Maxtemperaturer på lägre än 35 minusgrader har uppmätts.  
Från perioden 1860-1899 jämfört med perioden 1991-2019 har temperaturen ökat med +1,9°C på grund av klimatförändringen, en av de största ökningarna i Sverige.

## Kända personer från Jokkmokk
- Markus Falck, riksspelman
- Edvin Nilsson, författare och naturfotograf
- Magnus Ekelund, artistnamn Kitok, sångare och rappare
- Maxida Märak, sångare och musiker
- Maria Vedin, författare
- Klas Eriksson, skådespelare och komiker

## Fotogalleri

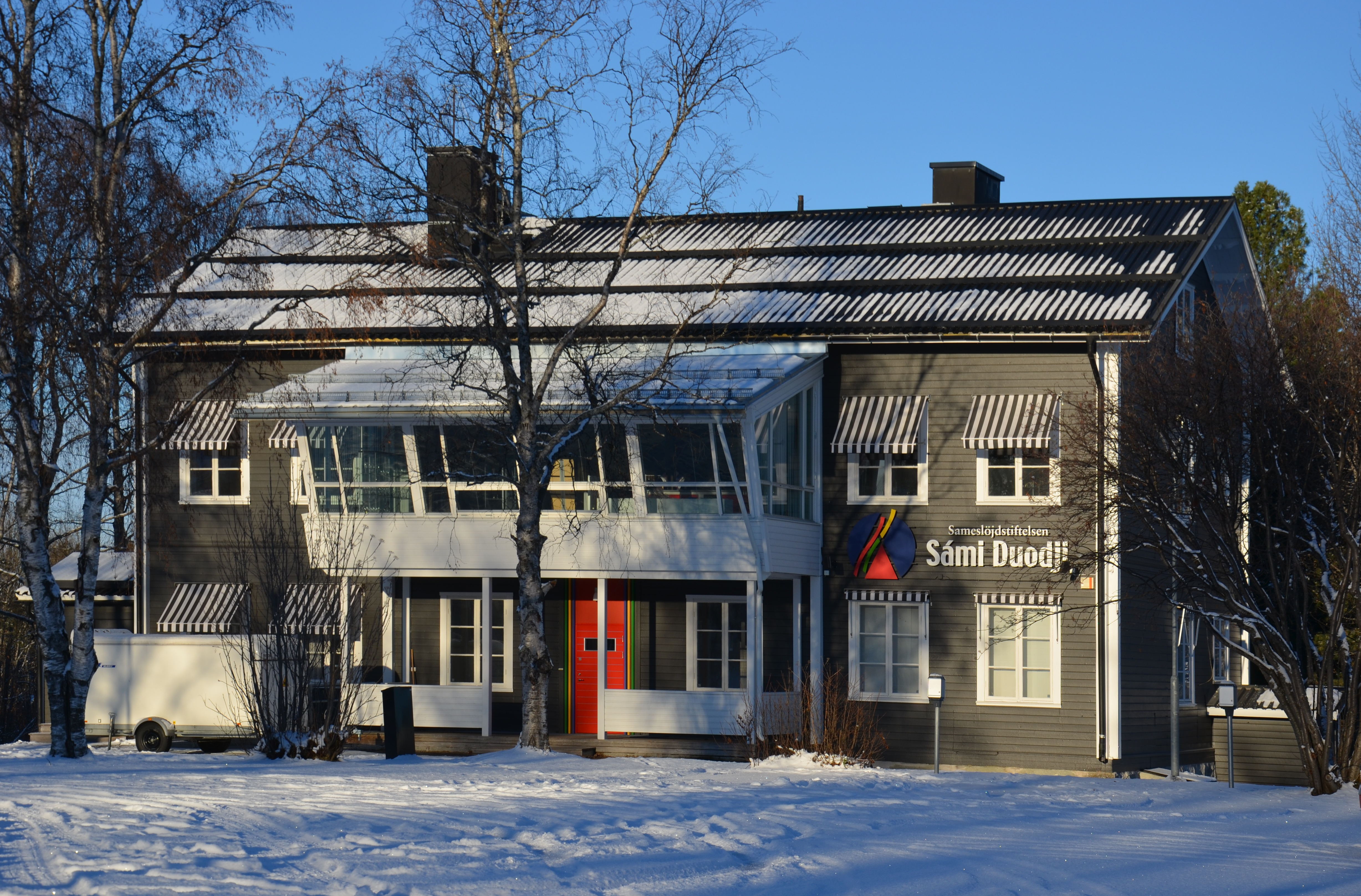
Sameslöjdstiftelsen Sámi Duodjis hus, Porjusgatan
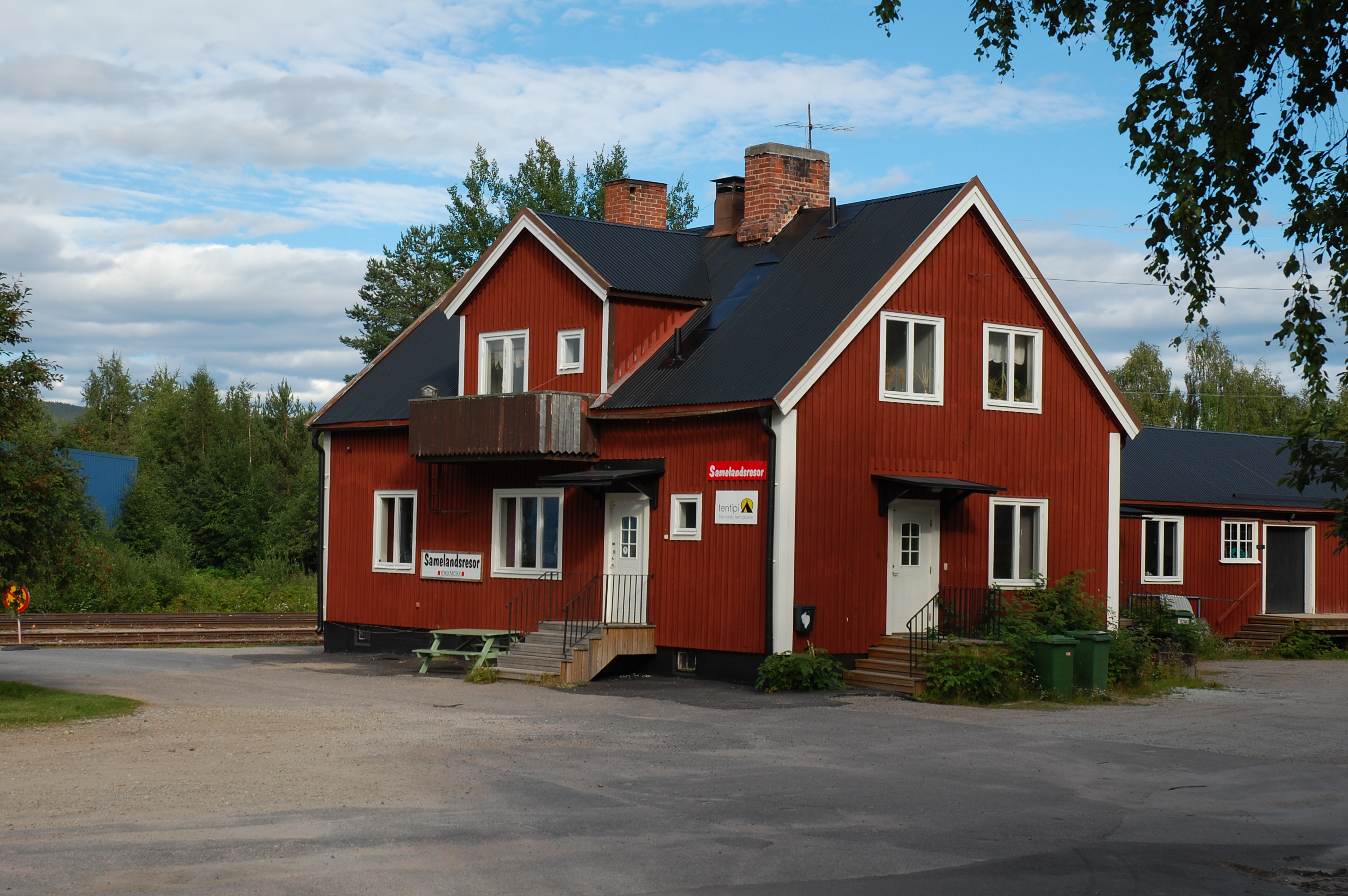
Jokkmokks järnvägsstation
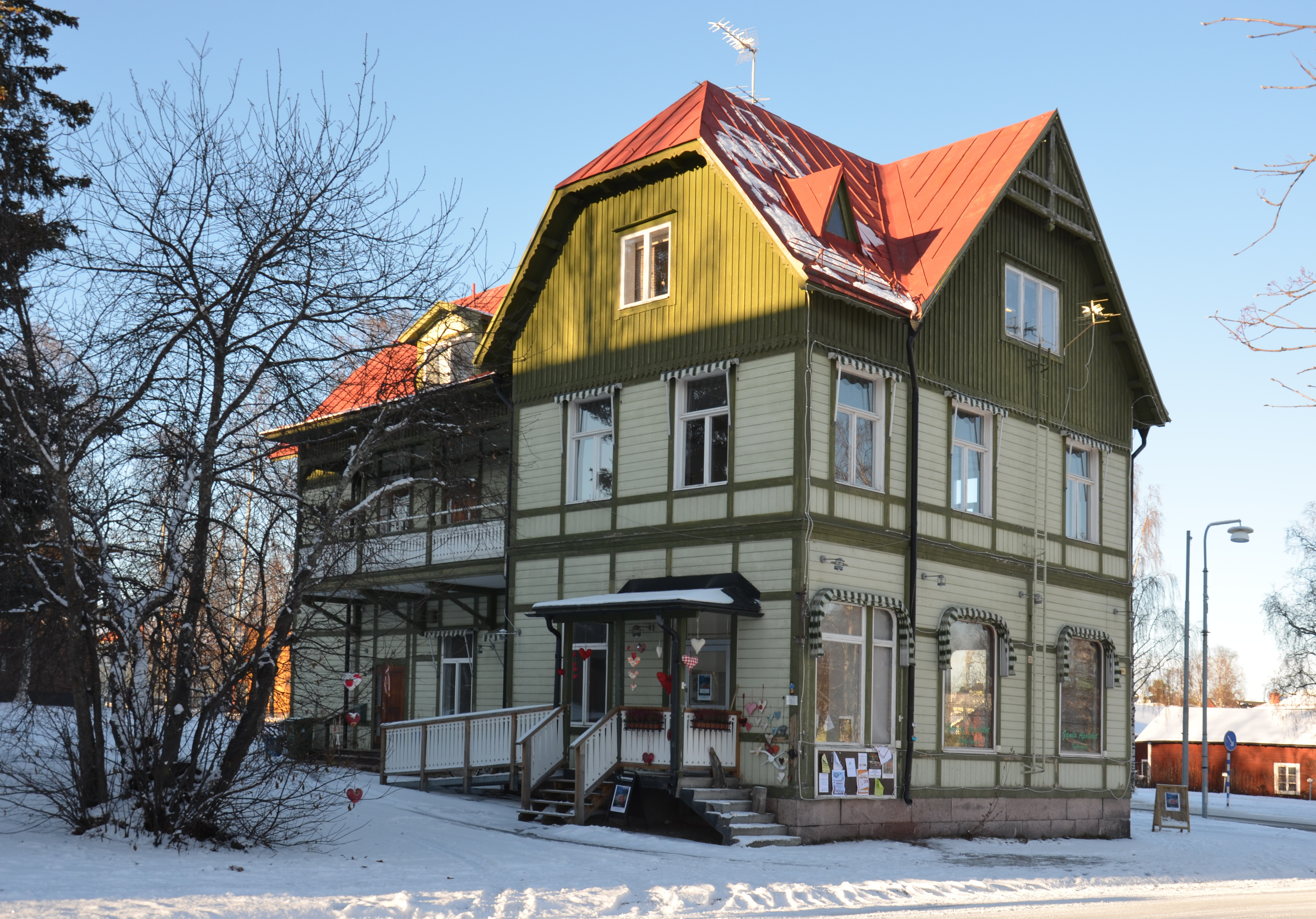
Gamla Apoteket Storgatan/Västra torggatan
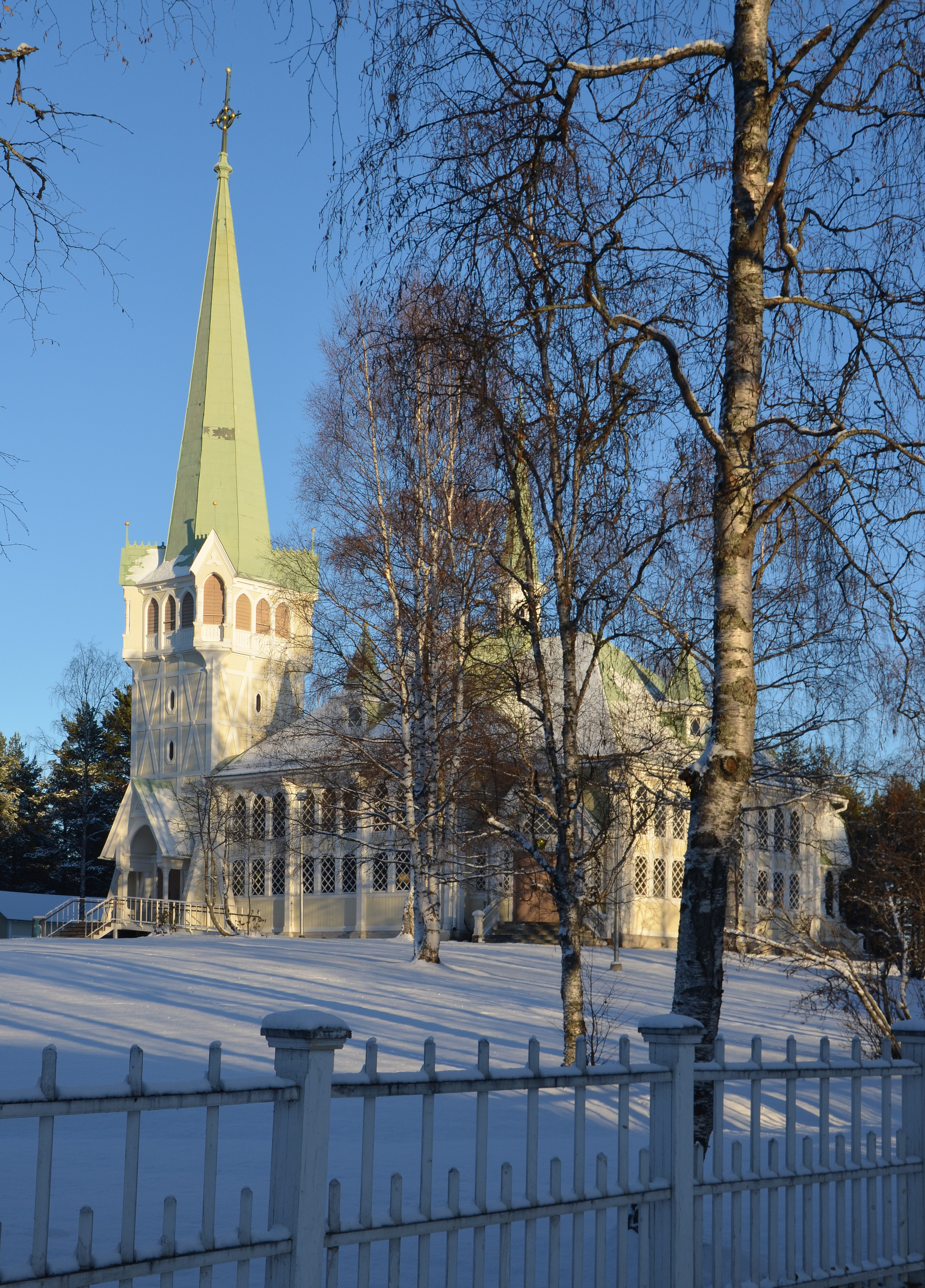
Jokkmokks nya kyrka